# Danieła Właewa
Danieła Walentinowa Właewa, bułg. Даниела Валентинова Влаева (ur. 7 marca 1976 w Sofii) – bułgarska łyżwiarka szybka specjalizująca się w short tracku, medalistka mistrzostw świata i Europy, dwukrotna uczestniczka igrzysk olimpijskich.
Startowała w międzynarodowych zawodach w latach 1997–2004. Trzykrotnie stanęła na podium mistrzostw świata w short tracku – w 1999 roku w Sofii, w 2001 roku w Jeonju i w 2003 roku w Warszawie zdobyła brązowe medale mistrzostw świata w sztafecie. Raz zdobyła również medal mistrzostw Europy – w 1997 roku w Malmö zdobyła srebro w sztafecie.
Dwukrotnie uczestniczyła w zimowych igrzyskach olimpijskich. W 1998 roku w Nagano zaprezentowała się w dwóch konkurencjach – była 18. w biegu na 500 m i 19. na dystansie 1000 m. Cztery lata później wzięła udział w igrzyskach w Salt Lake City, podczas których zajęła szóste miejsce w sztafecie (razem z nią w tej konkurencji wystąpiły Ewgenija Radanowa, Marina Georgiewa i Anna Krystewa).